# ايكوت كوجامان
ايكوت كوجامان (بالتركية: Aykut Kocaman)‏ (5 أبريل 1965 صقاريا تركيا - ) هو لاعب كرة قدم تركي، يلعب كمهاجم.

## مسيرته الكروية
لعب ايكوت كوجامان خلال مسيرته الاحترافية مع 3 أندية في ستة عشر موسمًا وسجل خلالها 199 هدف ضمن 370 مباراة. حيث فاز في موسم واحد بالكأس وفي موسمين بالدوري.
خاض ايكوت كوجامان مسيرته مع صقارية سبور ‏ في موسم 1984–85 ليلعب معه أربعة مواسم، مشاركًا في 92 مباراة سجل خلالها 36 هدفًا. ثم انتقل إلى نادي فنربخشة في موسم 1988–89 ليلعب معه ثمانية مواسم، حيث شارك في 196 مباراة سجل خلالها 126 هدف. لينتقل بعدها إلى نادي إسطنبول سبور في موسم 1996–97 ليلعب معه أربعة مواسم، مشاركًا في 82 مباراة سجل خلالها 37 هدفًا.

## وصلات خارجية
ايكوت كوجامان على موقع اتحاد تركيا (لاعب) (الإنجليزية)
- ايكوت كوجامان على موقع اتحاد تركيا (مدرب) (الإنجليزية)
- ايكوت كوجامان على موقع قاعدة بيانات كرة القدم.إي يو (الإنجليزية)
- ايكوت كوجامان على موقع ناشيونال فوتبول تيمز (الإنجليزية)
- ايكوت كوجامان على موقع عالم كرة القدم.نت (الإنجليزية)